# Saint-Médard, Gers
Saint-Médard este o comună în departamentul Gers din sudul Franței. În 2009 avea o populație de 331 de locuitori.

## Evoluția populației
| An        | 1975 | 1982 | 1990 | 1999 | 2006 | 2009 |
| --------- | ---- | ---- | ---- | ---- | ---- | ---- |
| Populație | 281  | 274  | 277  | 293  | 338  | 331  |